# 小森雄介
小森 雄介（こもり ゆうすけ、1874年（明治7年）12月11日）- 1942年（昭和17年）5月3日）は、明治後期から昭和前期の銀行家、政治家。衆議院議員。

## 経歴
鹿児島県鹿児島郡鹿児島城下高麗町（現鹿児島市高麗町）で、旧鹿児島藩士・小森新蔵の六男として生まれる。1896年（明治29年）7月、鹿児島高等中学造士館本科卒業。1899年（明治32年）東京帝国大学法科大学政治学科を卒業した。
衆議院事務局に入り同属に任官。1902年（明治35年）台湾銀行に転じて書記に就任。植民経済研究のため1905年（明治38年）アメリカ合衆国に留学しハーバード大学で学んだ。その後、ボストンのキタピポヂー銀行での実務研修、欧州各国の視察旅行を経て、1908年（明治41年）に帰国した。同年、台湾銀行支配人代理に就任。同年7月、第2次桂内閣が成立し後藤新平が逓信大臣に就任すると、同年9月15日、その大臣秘書官となった。1911年（明治44年）8月に桂内閣が退陣すると日本郵船嘱託に転じた。その後、南満州鉄道の理事同格の高級社員に就任。1914年（大正3年）7月、総裁野村龍太郎、副総裁伊藤大八が辞職すると共に小森も満鉄を退いた。
日豊本線の建設等にかかわったことが縁で、1915年（大正4年）3月、第12回衆議院議員総選挙に宮崎県から立憲政友会所属で出馬して当選し、衆議院議員に1期在任した。政党問の煩しさに嫌気がさして衆議院議員を引退し、以後フリーの政治家として活躍し、同郷の後進の世話などを行った。昭和17年5月3日没。墓所は青山霊園。

## 親族
- 妻 小森てる（実業家赤星弥之助二女、長澤鼎姪）[10]
- 長女 山路澄子（初代鹿児島県婦人会長、初代同県婦人団体連盟会長）[11]
- 義弟 赤星鉄馬（実業家、妻の弟）[12]